# СЕПО (Швеція)
СЕПО (швед. SÄPO абревіатура від Säkerhetspolisen — Служба державної безпеки Швеції) — самостійний підрозділ Головного поліцейського управління Швеції (швед. Rikspolisstyrelsen), у завдання якого входить розкриття злочинів та запобігання злочинам проти державної безпеки.

## Діяльність

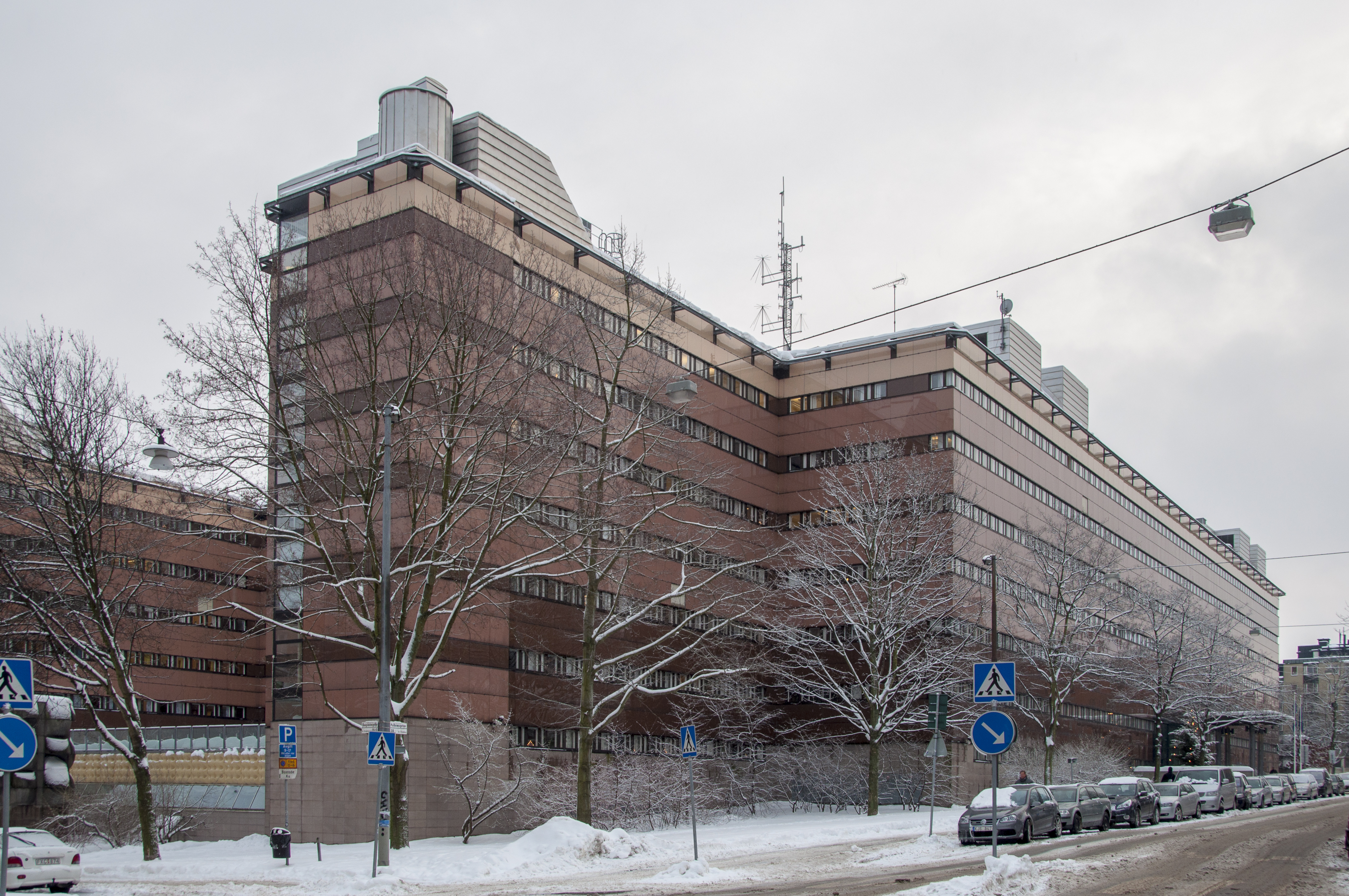
СЕПО в приміщеннях поліції Стокгольма, Польхемсгатан-30

Діяльність СЕПО поділена на напрямки:
- контррозвідка,
- захист конституції,
- протидія тероризму
- та забезпечення громадської безпеки.

Під контррозвідкою розуміється розкриття злочинів проти державної безпеки, тобто запобігання шпигунству і незаконній розвідувальній діяльності. Завданням СЕПО є встановлення іноземних держав, що виявляють інтерес до оборони Швеції, а також протидія поширенню ядерних технологій і зброї масового ураження.
Під захистом конституції розуміється боротьба з діяльністю, спрямованою на насильницьку зміну державного устрою Швеції, проти вчинення тиску на органи державної влади Швеції. До області інтересів СЕПО, перш за все, відносяться різні екстремістські угрупування, схильні до насильства в політичних цілях. В останні роки увагу організації до себе привернули так звані войовничі вегани, які здійснили ряд екстремістських діянь.
Контртерористична діяльність спрямована на запобігання актам тероризму, що координуються через кордони. З цією метою СЕПО може застосовувати санкціоновані у своїй роботі такі методи, як прослуховування телефонів (установка «жучків»), зовнішнє спостереження (переслідування «хвіст») і т. д..
Під забезпеченням громадської безпеки розуміється виконання вимог, встановлених риксдагом і шведським урядом до органів державної влади в галузі оборони Швеції та їх постачальників. СЕПО здійснює контроль за інформаційною безпекою та перевірку відповідного персоналу. Крім того, СЕПО забезпечує фізичну безпеку членів королівської родини та осіб, що входять до уряду Швеції.

## Перелік генеральних директорів СЕПО
Голова поліції безпеки
- Пер Гуннар Вінге (1964 р. —1970 р.)
- Ганс Холмер (1970 р. —1976 р.)
- Свен-Оке Хьолмрот (1976 р. —1987 р.)
- Суне Сандстрьом (1987 р. —1989 р.)

Служби загальної безпеки
- Матс Бьор'єссон (1 жовтня 1989 р. — 9 січня 1994 р.)
- Андерс Ерікссон (10 січня 1994 р. — 27 березня 2000 р.)
- Ян Даніельссон (28 березня 2000 р. — 1 травня 2003 р.)
- Клас Бергстранд (15 квітня 2004 р. — 21 січня 2007 р.)
- Андерс Даніельссон (11 червня 2007 р. — 2012 р.)
- Андерс Торнберг (5 липня 2012 - 14 лютого 2018 р.)
- Клас Фріберг (від 28 лютого 2018 р.)

## Структура
У СЕПО працюють близько 1000 осіб, з яких більша частка знаходиться в Стокгольмі. Крім того, вона має п'ять регіональних відділень в інших частинах Швеції. Приблизно половина з співробітників СЕПО є поліцейськими. Вони працюють охоронцями (у тому числі тілоохоронцями), слідчими й т.д.. Решта службовців — це аналітики, перекладачі, економісти, юристи та інші.
До керівництва СЕПО відносяться не лише генеральний директор, але і його заступник, два виконавчих секретаря (швед. chefssekreterare) та шестеро керівників за напрямками оперативної діяльності (швед. chefstjänstemän). Допомагає їм канцелярія.
Організація оперативної діяльності СЕПО складється з підрозділів у Стокгольмі
1. Підрозділ по боротьбі зі шпигунством
2. Контртерористичний підрозділ
3. Підрозділ з охорони Конституції
4. Підрозділ з охорони безпеки
5. Служба особистої безпеки
6. Підрозділ з оцінки рівня загроз
7. Служба нагляду
8. Документаційний підрозділ
9. Підрозділ з міжнародних зв'язків
10. Технічна служба
11. Відділ кадрів
12. Бухгалтерія

Відділення, що знаходиться поза межами столиці Швеції
1. «Південне» (діє в ленах Блекінге, Кальмар, Крунуберг і Сконе)
2. «Західне» (лени Галланд і Вестра-Йоталанд)
3. «Южно-Центральне» (лени Йончопінґ, Седерманланд, Естерйотланд, Вермланд та Еребру)
4. «Північно-Центральне» (лени Уппсала, Ґотланд, Вестманланд, Даларна, Стокгольм і Євлеборґ)
5. «Північне» (лени Вестерноррланд, Ємтланд, Вестерботтен і Норрботтен)

## Співробітництво з військовою розвідкою
Воєнна розвідка є обов'язковим відділом збройних сил Швеції. Історично ця служба та САПО були піддані критиці за погане функціонування. САПО зберігає нормальні стосунки і з Науково-дослідним інститутом Збройних сил й цивільних.
Після теракту 11 вересня 2001 р. та вбивство міністра закордонних справ Швеції Анни Лінд у 2003 р., відбулося зближення САПО з іншими спецслужбами. Під час виборів 2006 р. запропоновано реорганізувати службу безпеки і розвідки в одну організацію, на зразок Департаменту Національної Безпеки США.

## Критика
Піддавали критиці САПО за використання регістрів політичних прихильників лівих, і відсутність парламентського контролю над спецслужбами. Після дискусії про законність та результати зберігання цих записів у 1996 р. САПО було поміщено під нагляд Ради керуючих регістрів (швед. Registernämnden). Рада розпочала перевірку всіх записів у справах, щоб задовольнити десятки випадків, коли служба використовувала свої повноваження неправильно. У 2009 р. найважливішим завданням Ради стало рішення відповідно запитів фізичних осіб про доступ до приватних записів. Що стосувалися відділу захисту особистості САПО, хто ніс відповідальність за захист прем'єр-міністра Улофа Пальме під час вбивства його в 1986 р.. Улоф Пальме підозріло не мав тілоохоронців САПО саме в той день, коли той був застрілений на вулиці Стокгольма. Співробітники поліції і прокурори Департаменту із захисту Конституції САПО взяли на себе розслідування справи. Після свідчення Крістера Петтерссона у Верховному суді в листопаді 1989 р., слідчі не змогли довести справу до кінця. Вбивство і скандал, який потім — в числі інших (випадок з Еббе Карлссоном, в якому брали участь колишній посол Швеції в Парижі Карл Лідбом) й досі викликає звинувачення проти САПО в 2008 р.. Вбивство міністра закордонних справ Анни Лінд у 2003 р., знову розпалила дебати. Під час міжнародного скандалу пов'язаного з карикатурою на Мухаммеда 10 лютого 2006 САПО звинуватили у закритті вебсайту шведської політичної партії (швед. Sverigedemokraterna), яка запустила конкурс карикатур на Мухаммеда на своєму сайті. САПО та посадові особи в Міністерстві закордонних справ повідомили інтернет-провайдера про ризики в такій конкуренції. Провайдер вирішив закрити власний сайт. САПО було піддано критиці за дії поза межами службових обов'язків. Міністр закордонних справ Швеції, а не міністр юстиції були змушені покинути уряд.